# Philipp Kremer
Philipp Josef Kremer (* 17. August 1886 in Weilheim in Oberbayern; † 11. Januar 1965 in Hannover) war ein deutscher Ingenieur und Hochschullehrer.

## Leben
Kremer war ein Sohn des Architekten und Ministerialrats bei der Obersten Baubehörde in München, Philipp (von) Kremer und dessen Ehefrau Rosa, geborene Schröder. Sein Bruder war der Maler Alfred Kremer (1895–1965).
Nach dem 1905 absolvierten Abitur am Maximiliansgymnasium in München studierte Kremer an der Technischen Hochschule München mit Abschluss als Diplom-Ingenieur 1922. Bis 1924 arbeitete er bei der Firma Brown, Boveri & Cie. in Mannheim und Berlin, 1924 bis 1929 als Direktionsassistent bei der Berliner Straßenbahn-Betriebs-GmbH. 1928 promovierte er zum Dr.-Ing. mit der Dissertation "Einfluß der Bauart von Straßenbahnwagen auf die Wirtschaftlichkeit der Betriebsführung" und wurde im folgenden Jahr Leiter des technischen Zentralbüros der Berliner Verkehrs-AG. 1930 bis 1935 leitete er als 1. Direktor die Verkehrsbetriebe Frankfurt/Main. 1930 bis 1936 lehrte er als Privatdozent für Verkehrstechnik an der Technischen Hochschule Darmstadt, 1938 bis zur Entlassung am 17. August 1945 in der gleichen Funktion an der Technischen Hochschule Hannover. 1953 erhielt er als Direktor der Überlandwerke und Straßenbahnen Hannover AG das Bundesverdienstkreuz. Verheiratet war er mit Gertrud, geborene Schmolz.

## Schriften
- Die Bahnhöfe der Berliner Strassenbahn im Wechsel der Zeiten, in: Philipp Kremer, Max Osborn: Bahnhofsbauten der Berliner Strassenbahn. 1927.